# Isolation galvanique
 (mars 2022).
Si vous disposez d'ouvrages ou d'articles de référence ou si vous connaissez des sites web de qualité traitant du thème abordé ici, merci de compléter l'article en donnant les références utiles à sa vérifiabilité et en les liant à la section « Notes et références ».
On parle d'isolation galvanique entre deux circuits électriques ou électroniques, lorsqu'il n'y a aucune liaison conductrice (fil électrique, châssis métallique, etc.) entre ces deux circuits. Le terme galvanique provient du nom du physicien italien Luigi Galvani qui découvrit certains effets de l’électricité.

## Exemples
Un transformateurpermet l'isolation galvanique des deux types de circuits : le primaire et le ou les secondaires n'ayant aucune connexion électrique entre eux, seule l'induction électromagnétique permet au primaire d'agir sur le ou les secondaire et inversement. Par contre, un autotransformateur n'assure pas d'isolation galvanique entre le primaire et le secondaire, puisqu'ils ont une partie de leur circuit en commun.
Un optocoupleurpermet une isolation galvanique entre le circuit émetteur et celui du récepteur car c'est un flux lumineux qui assure la transmission d'information entre les deux circuits.
Un relais électromécaniquepeut assurer une isolation galvanique dans la mesure où le circuit de commande et celui de puissance sont câblés sur des circuits indépendants. Il permet la commutation d'un circuit, par exemple la commande d'une charge électrique reliée au  secteur à partir d'un signal logique, très basse tension.

## Utilité
L'isolation galvanique, permet de séparer électriquement deux circuits, tout en garantissant la transmission de la puissance de l'un vers l'autre. L'isolation galvanique est un élément indispensable de sécurité électrique en prévenant les chocs. Ce type de protection est présent dans une très large gamme de convertisseurs de puissance.

## Masse Vs Terre
Si deux circuits ont une masse en commun, ils ne sont pas galvaniquement isolés. La masse n'est pas directement reliée à un point fonctionnel du circuit, mais elle peut y être reliée à un moment ou un autre (erreur de manipulation, matériel défectueux, etc.) à un potentiel élevé. Cependant, si cette même masse est reliée à la terre, toute anomalie sur l’un des circuits reliés à la masse, générera une anomalie sur le circuit d'alimentation électrique et un déclenchement des sécurités (Disjoncteur différentiel, entre autres).